# Коростель (Брянська область)
Ко́ростель (рос. Коростель) — присілок у Брасовському районі Брянської області Росії. Входить до складу муніципального утворення Добриковське сільське поселення.
Населення — 5 осіб.
Розташоване за 3 км на північ від села Добрик.

## Історія
Розташоване на території Сіверщини.
Згадується з першої половини XVII століття в складі Брасовського стану Севського повіту. З 1741 року — володіння Апраксиних. Належав до парафії села Телятникове.
У 1778—1782 входив у тимчасово утворений Луганський повіт. З 1861 року — у складі Добрицької волості, з 1880-х рр. Литовенської (Дівицької) волості, з 1924 року в складі Брасовської волості Севського повіту.
З 1929 року в Брасовського районі; з 1920-х рр. до 2005 року входив у Добрицьку сільраду.

## Населення
За найновішими даними, населення — 5 осіб (2013).
У минулому чисельність мешканців була такою:
| Роки      | 1866 | 1878 | 1897 | 1926 | 1979 | 1989 | 2002 | 2010 |
| --------- | ---- | ---- | ---- | ---- | ---- | ---- | ---- | ---- |
| Населення | 432  | 506  | 651  | 960  | 165  | 88   | 55   | 16   |